# The Sun Also Rises (1957)
The Sun Also Rises is een Amerikaanse dramafilm uit 1957 onder regie van Henry King. Het scenario is gebaseerd op de gelijknamige roman uit 1926 van de Amerikaanse auteur Ernest Hemingway. De film werd destijds in Nederland uitgebracht onder de titel Zo rijst de zon op.

## Verhaal
Nadat de Amerikaanse journalist Jake Barnes gewond is geraakt tijdens de Eerste Wereldoorlog verblijft hij in Parijs als correspondent voor The New York Herald. Alhoewel zijn verwonding hem impotent heeft gemaakt lijkt hij toch van het Parijse uitgaansleven te genieten. Op een bal musette ontmoet hij opnieuw Brett Ashley, de verpleegster die hem tijdens de oorlog liefdevol heeft verzorgd. Ze waren verliefd op elkaar, maar op de dag dat Jake van zijn overste eindelijk te horen kreeg dat hij impotent zou blijven, was hij weggelopen uit het ziekenhuis. 
Brett Ashley's knappe verschijning brengt heel wat hoofden op hol. De schrijver Robert Cohn, een vriend van Jake, is tot over zijn oren verliefd op haar, Brett laat zich ook het hof maken door de oudere maar rijke graaf Mippipopolous. Jake reist samen met zijn oude legerkompaan Bill Gorton af naar Pamplona om er het stierenvechten tijdens de San Fermínfeesten bij te wonen. Groot is zijn verbazing als hij daar Brett opnieuw tegen het lijf loopt. Ze is vergezeld door Robert Cohn en Mike Campbell, een vrolijke Schot die meer drinkt dan hem lief is en haar nieuwe verloofde is. Het ganse gezelschap brengt de feesten samen door. Als Brett zich de charmes van de jonge stierenvechter Pedro laat welgevallen wordt de situatie er niet gemakkelijker op.

## Rolverdeling
| Acteur         | Personage           |
| -------------- | ------------------- |
| Tyrone Power   | Jake Barnes         |
| Ava Gardner    | Brett Ashley        |
| Mel Ferrer     | Robert Cohn         |
| Errol Flynn    | Mike Campbell       |
| Eddie Albert   | Bill Gorton         |
| Gregory Ratoff | Graaf Mippipololous |
| Juliette Gréco | Georgette Aubin     |
| Marcel Dalio   | Zizi                |
| Henry Daniell  | Arts                |
| Bob Cunningham | Harris              |
| Danik Patisson | Marie               |
| Robert Evans   | Pedro Romero        |